# Zaboulistan

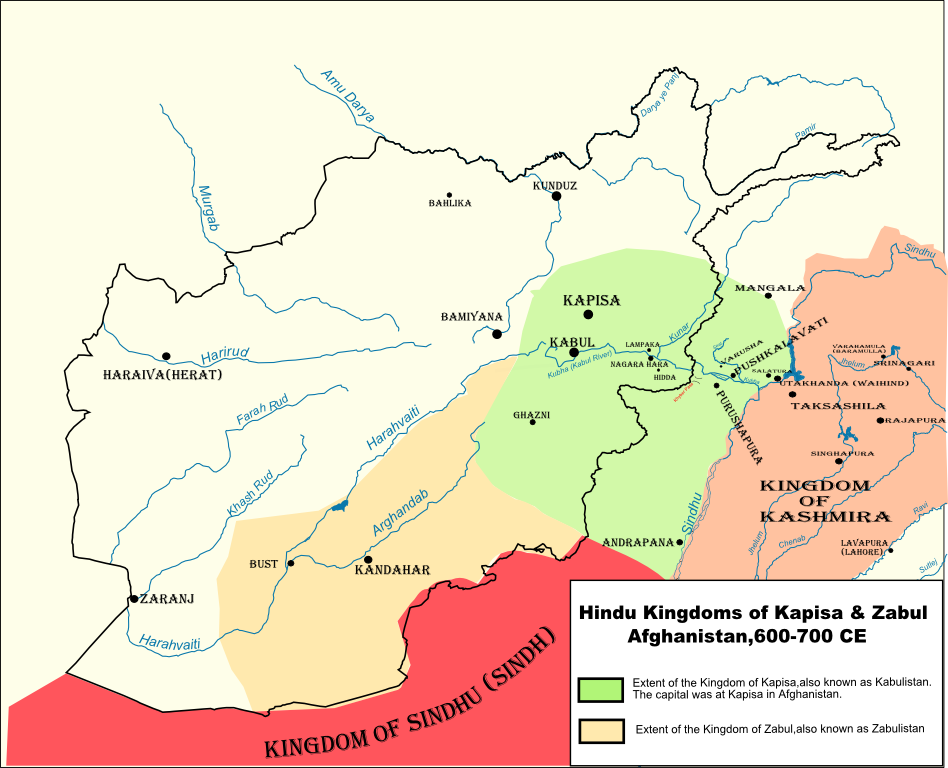

Le Zaboulistan ou Zabolistan (persan/pachto : زابلستان ; Zabol + -stan), est une région historique basée autour de la province actuelle de Zabol dans le sud de l'Afghanistan. Zaboulistan se traduit par « pays de Zabol » ou « pays des Zabols ». Le nom « Zabols » est probablement une translittération de Zunbils, une dynastie qui régnait sur la région avant la conquête islamique de l'Afghanistan.

## Histoire du Zaboulistan
Babur, fondateur de la dynastie moghole au XVIe siècle, rapporte dans le Baburnama que le territoire situé au sud de l'Hindou Kouch entre Kandahar et Ghazni est généralement connu sous le nom de Zaboulistan. Selon la mythologie perse, le Zaboulistan était le pays du héros iranien Rostam.

### Période bouddhiste et hindou shahi
Du VIIe siècle au XIe siècle, la région était gouvernée par les rois Shahiyas. Plus tard, elle fut conquise par les Ghaznévides de Ghazni.

### Zunbils
Selon le livre de l'écrivain André Wink,

« Dans le sud et l'est de l'Afghanistan, dans les régions de Zamindavar (Zamin-i dātbar ou « terre du donneur de justice », la classique Arachosie), du Zaboulistan ou de Zabol (Djabala, Kâpîssâ, Kia pi shi) et de Kaboul, les Arabes étaient efficacement repoussés pendant plus de deux siècles, de 643 à 870, par les dirigeants autochtones, les Zunbils ainsi que les Shahiyas de la dynastie qui est devenu connu sous le nom de Bouddhiste-Shahi, qui leur sont liés. Avec le Makran et le Baloutchistan et ainsi que le Sind, ce domaine peut être compté comme appartenant à la zone frontalière culturelle et politique entre l'Inde et la Perse. Il est clair cependant que, du VIIe siècle au IXe siècle, les Zunbils et leurs parents les Shāhis de Kaboul gouvernés majoritairement sur un domaine indien plutôt que perse. Les géographes arabes, parlent en effet couramment de ce roi de "Al Hind" ... (qui) portait le titre de Zunbil. »

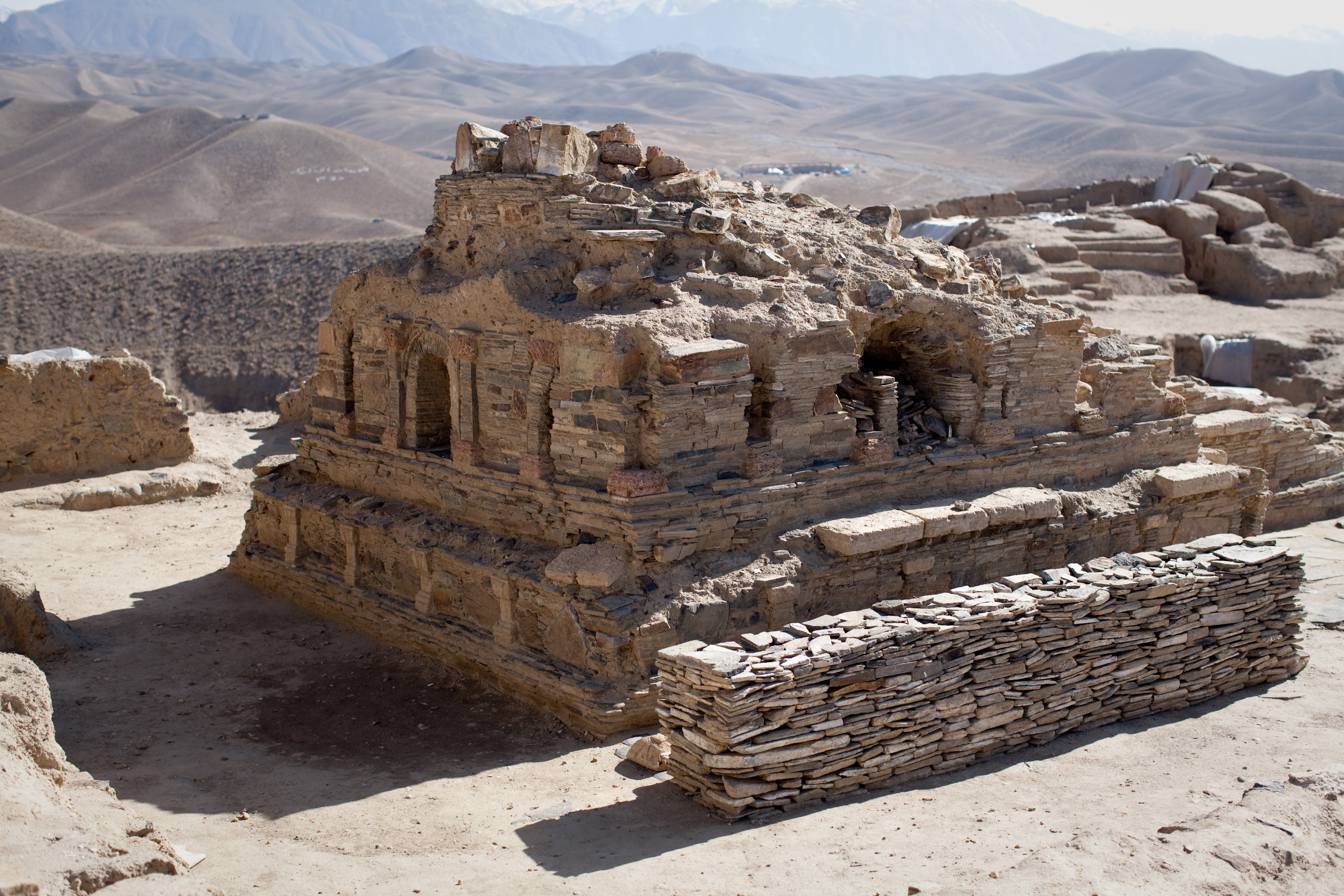
Stūpa bouddhiste nouvellement fouillé à Mes Aynak dans la province de Lôgar. Des stūpas similaires ont été découverts dans la province voisine de Ghazni, y compris dans le nord de la province de Samangan.

Selon un autre livre de William Bayne Fisher et de Richard Nelson Frye,

« Parmi les aspects les plus importants de la première politique des Saffarides sur l'ampleur de la propagation de l'Islam en Afghanistan et aux frontières, est celle de l'expansion dans l'est de l'Afghanistan. Les premiers gouverneurs arabes du Sistân ont parfois pénétré jusqu'à Ghazni et Kaboul, mais ce n’était peu plus que des raids d’esclavage et de pillage. Il y avait une résistance féroce de la part des dirigeants locaux de ces régions, surtout à partir de la lignée des Zunbils qui a régné à Zamindavar et au Zaboulistan. »

### Islamisation

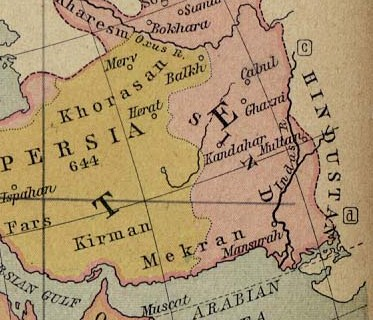
Les noms des territoires pendant le califat en 750.

La région sud de l'Afghanistan a été envahi par les Arabes musulmans de Zarandj dans ce qui est maintenant la province de Nimrôz. De là, ils ont marché vers Bost, Kandahar, le Zaboulistan, et atteint Kaboul. En 683, Kaboul révolté, a vaincu l'armée musulmane, mais deux ans plus tard l'armée de Zabol sera déroutée par les Arabes.

« On nous dit que ce n'est qu'en 870 que le Zaboulistan a finalement été conquis par un Ya`qûb, qui était le souverain virtuel de la province iranienne voisine de Sistân. Le roi a été tué et ses sujets ont été faits musulmans. »

« Parmi les aspects les plus importants de la première politique des Saffarides sur l'ampleur de la propagation de l'Islam en Afghanistan et aux frontières de l'Inde longtemps après que leur empire se soit effondré, est celle de l'expansion dans l'est de l'Afghanistan. Les premiers gouverneurs arabes du Sistân ont parfois pénétré jusqu'à Ghazni et Kaboul, mais ce n’était peu plus que des raids d’esclavage et de pillage. Il y avait une résistance féroce de la part des dirigeants locaux de ces régions, surtout à partir de la lignée des Zunbils qui a régné à Zamindavar et au Zaboulistan et qui étaient probablement des épigones des sud-Hepthalites ou Chionites du royaume de Zabol ; sur plus d'une occasion, ces Zunbils ont infligé des défaites vives aux musulmans. Les Zunbils étaient liés avec la dynastie des Shahiya; toute la vallée de la rivière à cette époque était culturellement et religieusement un avant-poste du monde indien, bien sûr il avait été dans les siècles antérieurs à l'apogée de la civilisation bouddhiste du Gandhara. »

## Le centre de pèlerinage de Sakawand
Divers chercheurs ont noté l'importance de Sakawand comme étant un important centre de pèlerinage païen.

« On raconte que, Amru Lais a conféré le poste de gouverneur du Zaboulistan à Fardaghan et l'a envoyé là-bas à la tête de quatre mille cavaliers. Il y avait un grand lieu de culte du Dieu Zun dans le pays, qui a été appelé Sakawand, et les gens avaient l'habitude de venir en pèlerinage pour les idoles de ce lieu. Lorsque Fardaghan est arrivé au Zaboulistan il y conduisit son armée, prit les temples, brisa les idoles en morceaux, et vainquit les idolâtres. Il distribuera une partie du butin parmi les troupes, et il enverra le reste à Amru Lais. »

« Fardaghan, le gouverneur de la région du Zaboulistan autour de la province de Ghazni sous Amr bin Layth, pille Sakawand, un lieu de pèlerinage du Dieu Zun, qui était dans le royaume des Shahiyas. »

« Les activités des frères Saffarides sur la frontière indienne a attiré une attention particulière dans les remerciements du Califat pour les soins qu'ils ont pris pour envoyer des cadeaux exotiques du pillage à la cour abbasside. Yaqub, par exemple, à un moment envoyé cinquante idoles d'or et d'argent de Kaboul au calife Al-Mutamid qui les envoya à La Mecque. Un autre ensemble d'idoles richement ornées de bijoux et d'argent, envoyés par Amr en 896 de Sakawand (localisé dans la vallée de Logar entre Ghazna et Kaboul où les sources le décrit comme un centre de pèlerinage dédié au Dieu Zun), a fait sensation à Bagdad à cause de leur étrangeté. »